# Cmentarz żydowski w Szlichtyngowej

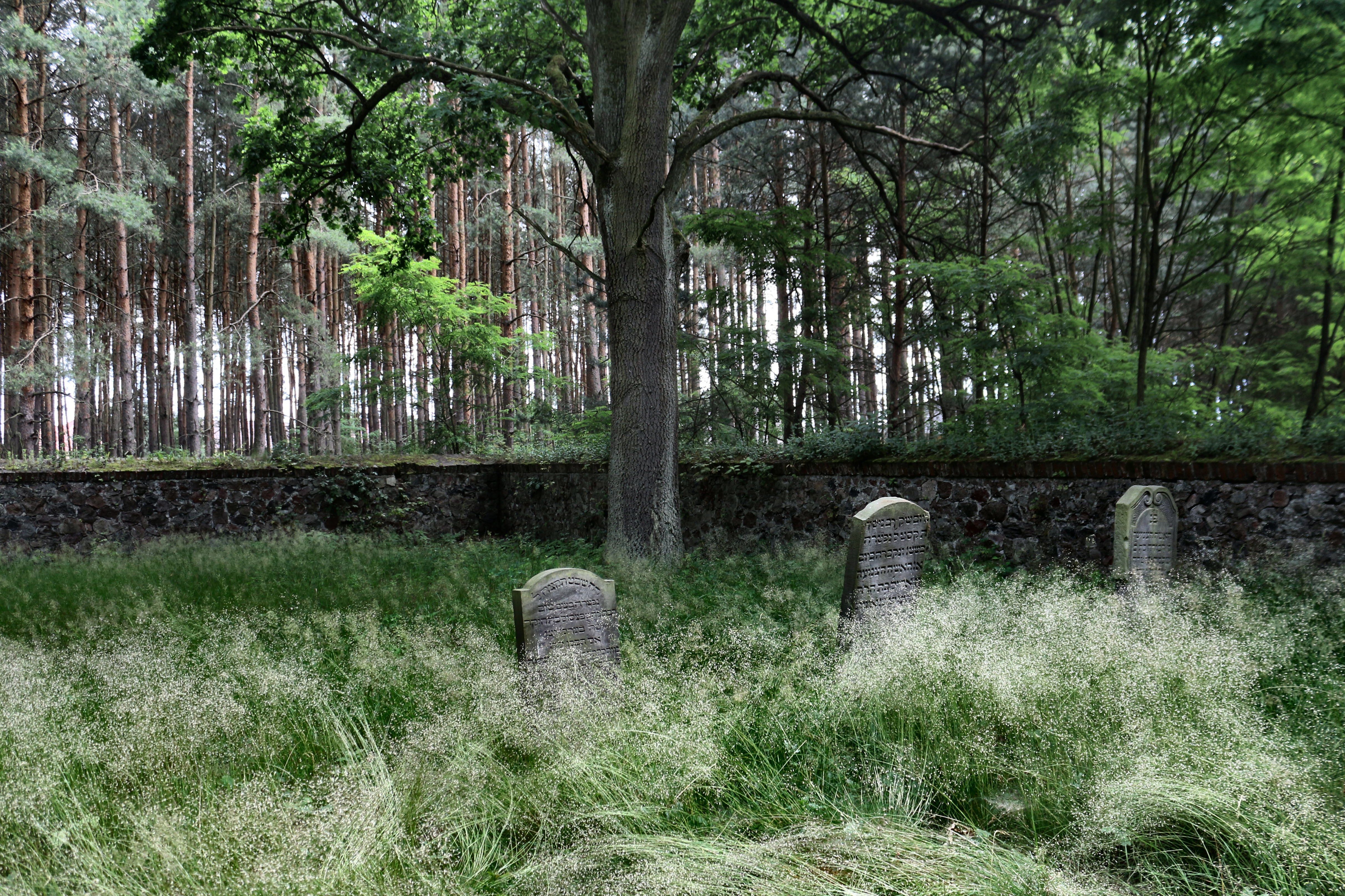
Widok ogólny cmentarza

Cmentarz żydowski w Szlichtyngowej – został założony w II połowie XVIII wieku. Zachowało się około 50 macew (w większości wykonanych z piaskowca), z których najstarsza pochodzi z 1802. Zachowało się też dziewiętnastowieczne kamienne ogrodzenie. Na teren nekropolii przewieziono też część macew z kirkutu w pobliskiej Wschowie. Ma powierzchnię około 0,18 ha. Obiekt jest wpisany do rejestru zabytków.